# Gleyse Priscila Portioli Henrique
Gleyse Priscila Portioli Henrique (Batayporã, Mato Grosso do Sul, 29 de julho de 1983) é uma atleta paralímpica brasileira de goalball.

## Biografia e Carreira
O seu início no esporte paralímpico, após um glaucoma que afetou sua visão, se deu na corrida. Em 2008 começou a praticar o golbol, esporte desenvolvido exclusivamente para pessoas com deficiência visual. Nele alcançou grandes conquistas, como a segundo lugar nos Jogos Parapan-Americanos de Guadalajara 2011, a prata no Campeonato das Américas 2017 em São Paulo, a terceira colocação no Campeonato Mundial realizado em Malmo, Suécia, em 2018 e o bicampeonato dos Jogos Parapan-Americanos: em Toronto 2015 e Lima 2019, integrando a seleção brasileira desse esporte. Atualmente é atleta do SESI-SP, clube com o qual já foi vice-campeã mundial.